# Liten kandelabersvamp
Liten kandelabersvamp (Artomyces cristatus) är en svampart som först beskrevs av Calvin Henry Kauffman, och fick sitt nu gällande namn av Jülich 1982. Liten kandelabersvamp ingår i släktet Artomyces och familjen Auriscalpiaceae.  Arten är reproducerande i Sverige. Inga underarter finns listade i Catalogue of Life.